# Hraběšice
Hraběšice (deutsch Rabenseifen) ist eine Gemeinde in Tschechien. Sie liegt sieben Kilometer östlich von Šumperk und gehört zum Okres Šumperk. Die Gemeinde ist Mitglied im Gemeindeverband Svazek obcí údolí Desné.

## Geographie
Das von Wäldern umgebene Dorf Hraběšice befindet sich im Rabenseifener Bergland (Hraběšická vrchovina) in der Quellmulde des Baches Hraběšický potok. Nordwestlich erhebt sich die Prostřední skála (Mittelstein, 718 m), im Osten der Skály (Haidsteiner Weiße Stein, 929 m) und im Südosten der Kamenný vrch (Haidstein, 952 m).
Nachbarorte sind Sobotín im Norden, Rudoltice im Nordosten, Žďárský Potok und Stará Ves im Osten, Bedřichov, Véska und Třemešek im Südosten, Mladoňov im Süden, Krásné im Südwesten, Anenský Dvůr und Vikýřovice im Westen sowie Rapotín und Petrov nad Desnou im Nordwesten.

## Geschichte
Das 1569 erstmals urkundlich erwähnte Dorf entstand als Ansiedlung von Holzfällern und Bergleuten. In der Umgebung von Hraběšice wurde Eisenerz abgebaut. Der Name des nach Hrabiš von Schwabenitz und Aussee benannten Ortes wurde im Laufe der Jahre eingedeutscht und in Rabenseifen gewandelt. 1569 verkaufte die Herrschaft Groß Ullersdorf das Dorf zusammen mit Frankstadt an die Stadt Schönberg. 1677 bestand der Ort aus 25 Anwesen. Im Jahre 1690 wurde Schönthal gegründet. 1834 lebten in den 59 Häusern von Rabenseifen 355 Menschen. 1842 wurde in Rabenseifen eine eigene Pfarre eingerichtet. 1844 wurde ein Schulhaus eingeweiht, in dem bis 1888 auch die Schönthaler Kinder unterrichtet wurden. Bis 1848 gehörte Rabenseifen zu den Mährisch Schönberger Landgütern.
Nach der Aufhebung der Patrimonialherrschaften bildete Rabenseifen/ Rabenseif ab 1850 mit dem Ortsteil Schönthal eine Gemeinde im Bezirk Mährisch Schönberg. 1880 hatte die Gemeinde 751 Einwohner. Zum Ende des 19. Jahrhunderts änderte sich der tschechische Name des Dorfes in Hraběšice. Im Jahre 1900 lebten in den 75 Häusern des Dorfes Rabenseifen 409 Menschen, in Schönthal standen 50 Häuser mit 230 Bewohnern. Nach dem Ersten Weltkrieg entstanden erste Ferienheime. 1930 lebten in Rabenseifen 461 Menschen, darunter drei Tschechen.
Nach dem Münchner Abkommen wurde die Gemeinde 1938 dem Deutschen Reich angeschlossen und gehörte bis 1945 zum Landkreis Mährisch Schönberg. 1939 hatte Rabenseifen 463 Einwohner. Nach dem Zweiten Weltkrieg erfolgten die Vertreibung der deutschen Bewohner und eine Neubesiedlung mit Tschechen aus der Hanna.
1950 lebten in den 90 Wohnhäusern der Gemeinde 202 Menschen, 67 der Häuser mit 115 Bewohnern standen im Ortsteil Hraběšice. 1976 wurde Hraběšice nach Šumperk eingemeindet. Seit 1990 besteht die Gemeinde wieder. 1991 wurden nur noch 21 Häuser dauerhaft zu Wohnzwecken genutzt und das Dorf hatte 64 ständige Einwohner. Der größte Teil der Häuser wird als Ferienhäuser genutzt. Hraběšice ist ein Wintersportzentrum, in dem zwei Skiliftanlagen betrieben werden.

## Gemeindegliederung
Für die Gemeinde Hraběšice sind keine Ortsteile ausgewiesen. Zu Hraběšice gehört die Ansiedlung Krásné, bis 1948 Šentál (Schönthal).

## Sehenswürdigkeiten
- Kirche des hl. Philippus und Jakobus, erbaut zwischen 1818 und 1825
- barocke Statue des hl. Johannes von Nepomuk, aus der 2. Hälfte des 18. Jahrhunderts, an der Kirche
- stillgelegter Amphibolitbruch in Krásné, bedeutsame Mineralienfundstätte
- Kapelle der Jungfrau Maria in Krásné
- Berg Rabštejn, südöstlich des Dorfes